# Dexibuprofene
Il  dexibuprofene  (noto anche come S(+)-ibuprofene) è una molecola appartenente alla classe dei farmaci antinfiammatori non steroidei (FANS). Il farmaco è indicato nella terapia del dolore e nelle affezioni infiammatorie dell'apparato osteo-muscolare. Dexibuprofene è l'enantiomero destrogiro e farmacologicamente attivo (quindi l'eutomero) del più comune e diffuso ibuprofene, il quale è invece un composto racemo di (+)-ibuprofene e (−)-ibuprofene. Il farmaco è dotato di proprietà di tipo analgesico, antinfiammatorio e antipiretico. In Italia il farmaco è venduto dalla società farmaceutica Therabel S.p.A. con il nome commerciale di Seractil e da Bruno Farmaceutici S.p.A. con il nome commerciale di Fenextra, nella forma farmaceutica di compresse rivestite e di granulato per sospensione.

## Farmacodinamica
Il meccanismo d'azione di dexibuprofene è da imputare alle proprietà inibitorie della biosintesi delle prostaglandine: viene così impedita la produzione di mediatori dell'infiammazione (e del dolore) come le prostacicline e le prostaglandine. La ridotta sintesi di prostaglandine è secondaria all'inibizione da parte del farmaco dell'enzima prostaglandina-endoperossido sintasi conosciuta anche come ciclossigenasi. L'inibizione determinata dal farmaco non è specifica e pertanto coinvolge entrambe le due isoforme di cicloossigenasi, sia la ciclossigenasi 1 (COX-1) sia la ciclossigenasi 2 (COX-2).

## Farmacocinetica
Dopo somministrazione orale dexibuprofene è ben assorbito dal tratto gastrointestinale, principalmente nell'intestino tenue. Nell'organismo il farmaco viene metabolizzato dal fegato mediante reazioni di idrossilazione e carbossilazione. I metaboliti sono farmacologicamente inattivi. L'eliminazione di dexibuprofene avviene principalmente per via urinaria (circa il 90%), e in misura minore attraverso la bile. L'emivita di eliminazione è di 1,8-3,5 ore. Il legame con le proteine plasmatiche è circa del 99%. La concentrazione plasmatica massima (Cmax) viene raggiunta dopo circa 2 ore (Tmax) dalla somministrazione orale. La somministrazione del farmaco con il cibo ne ritarda il tempo di raggiungimento della Tmax di circa un'ora e riduce la Cmax, ma non ha praticamente effetto sulla quantità assorbita.

## Usi clinici
Il farmaco viene impiegato nel trattamento sintomatico del dolore, da lieve a moderato, e in particolare nel trattamento dell'artrite reumatoide, osteoartrite, artropatie e osteoartrosi, spondilite anchilosante, nella dismenorrea, nell'attacco acuto di emicrania, nel dolore dentale e nel dolore post-operatorio.

## Effetti collaterali e indesiderati
In corso di trattamento con dexibuprofene gli effetti avversi più spesso evidenziati sono di natura gastrointestinale e includono: dispepsia, secchezza delle fauci, nausea, vomito, flatulenza, diarrea o costipazione, dolore addominale, melena, ematemesi,  esacerbazione di una pregressa colite e la malattia di Crohn. Talvolta si verificano gastriti, ulcere peptiche, emorragia o perforazione gastrointestinale, in alcune circostanze fatale, in particolare negli individui anziani. Più frequente è la comparsa di disturbi della cute e del tessuto sottocutaneo tra cui eruzioni cutanee, rash, prurito, porpora, orticaria, angioedema. Raramente è stata segnalata la sindrome di Stevens-Johnson, la necrolisi epidermica tossica (sindrome di Lyell), lupus eritematoso e reazione di fotosensibilità. Altri effetti avversi segnalati sono insonnia, cefalea, vertigini e capogiro, tinnito, rinite, broncospasmo, reazioni psicotiche, depressione, meningite asettica.

## Controindicazioni
Il farmaco è controindicato in soggetti con ipersensibilità nota al principio attivo oppure a uno qualsiasi degli eccipienti. È inoltre controindicato in soggetti con anamnesi di ulcera peptica attiva oppure di emorragia e perforazione intestinale dopo assunzione di FANS. Dexibuprofene è inoltre controindicato nei pazienti in cui in precedenza si siano scatenate crisi di asma, rinite acuta, angioedema o orticaria in risposta all'assunzione di acido acetilsalicilico, o altri FANS. Sconsigliato nei soggetti con lupus eritematoso e in allattamento.

## Dosi terapeutiche
Nei soggetti adulti la dose giornaliera raccomandata è di 600–900 mg, suddivisa in tre somministrazioni. Nei soggetti con sintomatologia dolorosa acuta, il dosaggio può essere aumentato fino a 1 200 mg al giorno, che rappresenta la dose massima giornaliera. Il dosaggio deve essere comunque regolato secondo la gravità del disturbo e la risposta del paziente. Come per altri FANS gli effetti avversi possono essere minimizzati con il ricorso alla più bassa dose efficace e per la più breve durata possibile di trattamento.

## Sovradosaggio
In caso di sovradosaggio i sintomi tendono a manifestarsi entro 4 ore dall'assunzione. I sintomi più comuni sono: cefalea, nausea, vomito, dolore addominale, letargia, nistagmo, tinnito e atassia. Nei casi più gravi si verificano sanguinamento gastrointestinale, ipotensione arteriosa, ipotermia, acidosi metabolica, crisi epilettiformi, coma. Il trattamento è sintomatico e non c'è un antidoto specifico. In caso di assunzione di quantità significative si ricorre alla lavanda gastrica, se la procedura può essere effettuata entro breve (60-90 minuti) dall'ingestione. Si può inoltre somministrare carbone attivato. L'emodialisi è di dubbia efficacia in considerazione del forte legame del farmaco con le proteine plasmatiche.